# Buphedrone
Buphedrone, còn được gọi là α-methylamino-butyrophenone (MABP), là một chất kích thích của các lớp hóa học phenethylamine và cathinone lần đầu tiên được tổng hợp vào năm 1928. Nó là hợp pháp ở hầu hết các quốc gia như một hóa chất nghiên cứu, miễn là nó không dành cho tiêu dùng của con người.

## Hóa học
Buphedrone là một beta-ketone và có liên quan đến các hợp chất tự nhiên, cathinone và cathine. Nó cũng liên quan đến methamphetamine, khác nhau bởi nhóm thế- ketone (tại beta carbon) và nhóm ethyl thay thế nhóm methyl ở carbon alpha thành amin. Một tên khác của Buphedrone là: Phenylacetoethyl-methylamine
Buphedrone là cơ sở miễn phí rất không ổn định; ketone dễ dàng bị khử thành nhóm hydroxyl, do đó tạo thành rượu tương ứng. Về mặt cấu trúc, điều này xảy ra khi liên kết C=O ở vị trí Rβ được chuyển đổi thành liên kết C-OH. Bởi vì điều này, nó được bán dưới dạng các loại muối khác nhau, với hydrochloride là phổ biến nhất.

## Hiệu ứng
Buphedrone làm tăng hoạt động vận động của loài gặm nhấm tự phát, tăng cường giải phóng dopamine từ các dây thần kinh dopaminergic trong não và gây ức chế sự thèm ăn. Nó cũng gây ra một tác động nguy hiểm có thể làm giảm cảm giác chủ quan của khát. Tác dụng của buphedrone cũng đã được so sánh với methamphetamine, với nhiều hưng phấn hơn và ít kích thích vật lý hơn. Các hiệu ứng được báo cáo phổ biến nhất bao gồm:
- Tâm trạng cao độ, hưng phấn
- Tăng sự tỉnh táo
- Dãn học sinh (hiếm)
- Nói chậm (hiếm)
- Tăng nhịp tim
- Nói nhiều
- Tăng sự đồng cảm và ý thức giao tiếp
- Tăng ham muốn tình dục
- Rối loạn cương dương tạm thời ở nam giới
- Bồn chồn
- Mất ngủ
- Tăng động lực

Tùy thuộc vào lộ trình quản trị, thời gian thay đổi từ khoảng 2,5 (IV) đến 6 giờ (bằng miệng) và có thể được theo sau bởi các triệu chứng khó chịu liên quan đến rút tiền, có thể bao gồm:
- Chứng khó đọc
- Mệt mỏi
- Đổ mồ hôi
- Mất tập trung

## Tình trạng pháp lý
Kể từ tháng 10 năm 2015 Buphedrone là một chất được kiểm soát tại Trung Quốc.
Buphedrone là một loại thuốc được kiểm soát Anlage II ở Đức.